# Suinthila

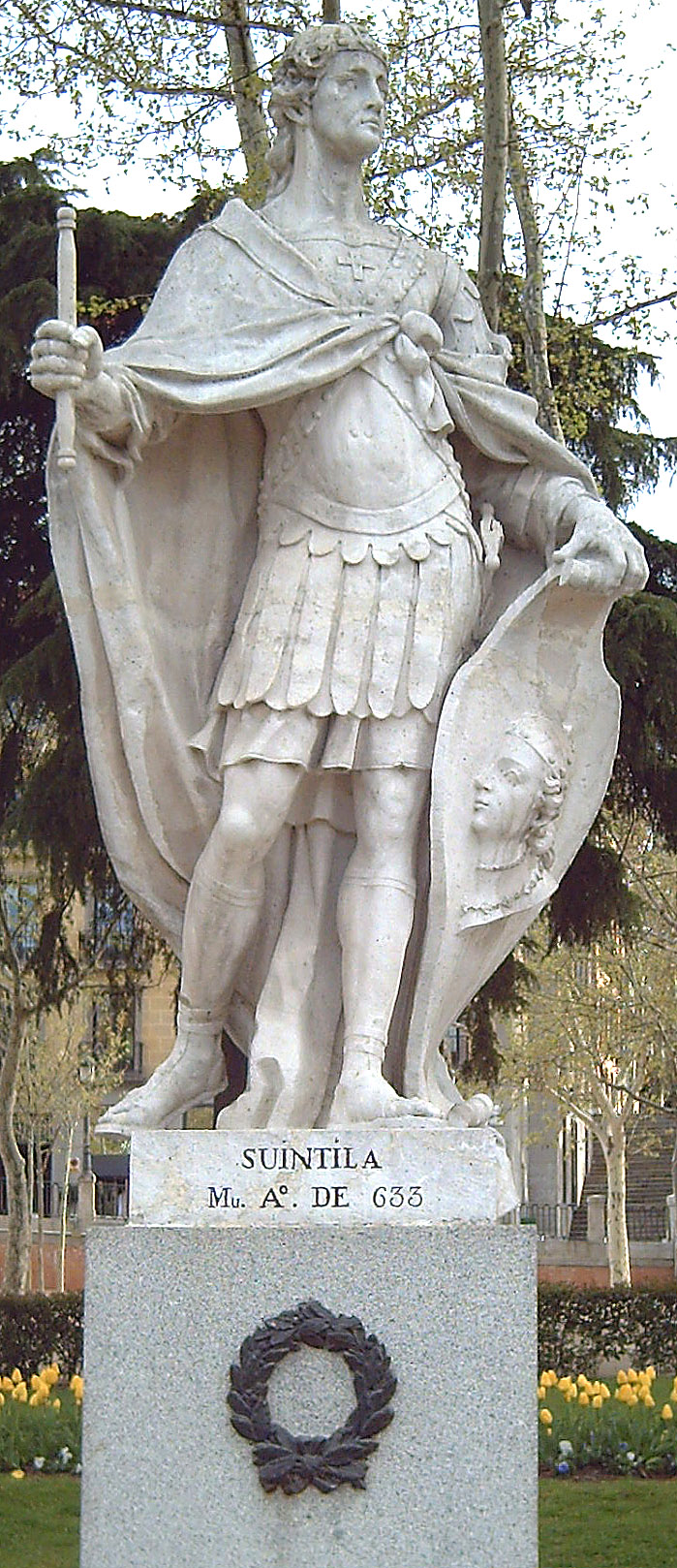
Suinthilastatue auf der Plaza de Oriente vor dem Königlichen Palast in Madrid, Jesús Bustos, 1750–53

Suinthila war von März 621 bis zum 26. März 631 König der Westgoten.
Suinthila bewährte sich unter König Sisebut als Heerführer. Als nach dem Tod Sisebuts (Februar 621) auch dessen Sohn und Nachfolger Rekkared II. nach einer Regierung von nur wenigen Tagen starb, wurde Suinthila zum König erhoben. Suinthila vertrieb die Byzantiner um 625 aus ihrem letzten spanischen Stützpunkt in Cartagena (byzantinische Provinz Spania), womit das Westgotenreich wieder die gesamte Iberische Halbinsel umfasste. Ceuta und die Balearen blieben allerdings byzantinisch. 

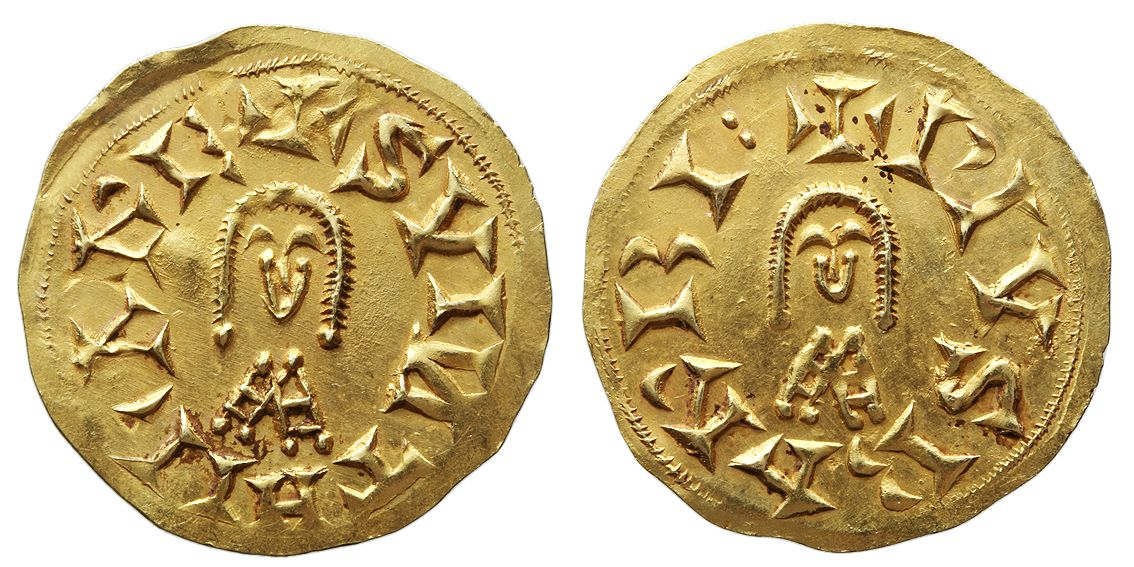
Suinthilamünzen aus Singilia Barba

631 bildete sich eine Adelsverschwörung gegen Suinthila, der sich offenbar durch eine antiaristokratische Politik unbeliebt gemacht hatte. Die Rebellen wandten sich an den Frankenkönig Dagobert I., der zu ihrer Unterstützung ein Heer entsandte. Bevor es zur Schlacht kam, wurde Suinthila bei Saragossa von seinen Anhängern – darunter auch seinem Bruder Geila – verlassen. Er musste abdanken, und der Anführer der Rebellen, Sisenand, wurde zum neuen König gewählt. Das von Sisenand einberufene 4. Konzil von Toledo (633) rechtfertigte den Thronwechsel mit angeblichen Übeltaten Suinthilas.
Für die Behauptung, dass Suinthila ein Schwiegersohn Sisebuts war, gibt es keinen Beleg. Suinthila hatte einen anscheinend noch jugendlichen Sohn namens Ricimer (Riccimirus), den er zum Mitregenten erhob; auf den Münzen Suinthilas erscheint Ricimers Name jedoch nicht.
Eine goldene Weihekrone Suinthilas wurde in Guarrazar (Provinz Toledo) gefunden.